# Park Tenisowy Olimpia
Park Tenisowy Olimpia – kompleks tenisowy w Poznaniu, należący do miasta od listopada 2013 roku. Jest miejscem rozgrywania corocznego turnieju z serii ATP Challenger Tour, Poznań Open. Kompleks składa się z dwóch kortów pokazowych (Kortu Centralnego oraz Kortu nr 1), trzech kortów naziemnych i pięciu kortów halowych.
Kort Centralny mieści około 1500 widzów (licząc miejsca w salonie VIP), a główna trybuna (Kort nr 1) mieści 720 widzów. Podczas turniejów Kort Centralny zostaje powiększony o około 250 miejsc z powodu zainstalowania tymczasowej trybuny, naprzeciwko poczekalni dla VIP-ów.